# ريان ماكس رايلي
ريان ماكس رايلي (بالإنجليزية: Ryan Max Riley)‏ هو متزحلق حر أمريكي، ولد في 15 مايو 1979.

## وصلات خارجية
- ريان ماكس رايلي على موقع IMDb (الإنجليزية)